# Pleopeltis preussii
Pleopeltis preussii là một loài thực vật có mạch trong họ Polypodiaceae. Loài này được Tardieu miêu tả khoa học đầu tiên.